# Anne van der Bijl
Anne van der Bijl (Alkmaar, 11 mei 1928 – Harderwijk, 27 september 2022), in veel landen beter bekend als Brother Andrew, was een Nederlandse christelijke zendeling die bekend werd door zijn expedities gericht op het smokkelen van bijbels naar communistische landen in de hoogtijdagen van de Koude Oorlog, een rol die hem de bijnaam "God's smuggler" (Gods smokkelaar) opleverde. In 1955 richtte hij voor zijn activiteiten voor de ondergrondse kerk de organisatie Kruistochten op, die later Open Doors zou gaan heten.
Van der Bijl studeerde aan het Missionary Training College (thans Cornerstone Bible College) in de Schotse stad Glasgow.
Hij werd geboren als de vierde van zes kinderen van een arme smid. Zijn laatste woonplaats was Harderwijk, waar hij in 2022 op 94-jarige leeftijd overleed.

## Militair in Nederlands-Indië
Na de Tweede Wereldoorlog werd Van der Bijl uitgezonden naar Nederlands-Indië. Hij nam deel aan de politionele acties. In zijn boek Gods Smokkelaar beschrijft hij een gebeurtenis waarbij zijn eenheid tijdens een patrouille op een half bewoond dorp stuit. Aan de rand van het dorp werd een hinderlaag gelegd, waarna in het wilde weg werd geschoten. De beelden van een jonge Indonesische moeder in een plas bloed, met een kind aan de borst, bleven Van der Bijl zijn leven lang achtervolgen. Een schot door zijn enkel zorgde ervoor dat Van der Bijl het leger verliet en weer terugkeerde naar Nederland.

## Communistische landen
In juli 1955 bezocht hij Polen, "om te kijken hoe mijn broeders het maken", waarmee hij duidde op de ondergrondse kerk. Hij schreef zich in bij een communistische jeugdgroep; dit was de enige manier om wettelijk in het land te kunnen verblijven. In die tijd kwam hij tot de overtuiging dat hij geroepen was om gehoor te geven aan de bijbelse opdracht "Wees wakker en versterk het overige dat dreigt te sterven" (Openbaring 3:2). Dit was het startpunt van een geestelijke bediening die hem bracht naar verschillende landen onder communistisch bewind waar christenvervolgingen plaatsvonden - de landen achter het IJzeren Gordijn.
In 1957 reed Van der Bijl naar de hoofdstad van de Sovjet-Unie (Moskou) in een Volkswagen Kever, die later het symbool werd van Open Doors, de zendingsorganisatie die hij twee jaar daarvoor had gesticht. Een vriend had hem deze auto geschonken, omdat die geschikt was om er meerdere bijbels en geestelijke lectuur in te verbergen.
Van der Bijl bezocht de Volksrepubliek China in de jaren zestig, toen de Culturele Revolutie daar een vijandig klimaat voor het christendom en andere godsdiensten had geschapen. Het was de tijd van het zogenoemde Bamboegordijn. Hij ging naar Tsjecho-Slowakije toen de onderdrukking door Sovjet-troepen van de Praagse Lente een eind had gemaakt aan de relatieve godsdienstvrijheid in dat Oostblokland. Hij bemoedigde lokale medegelovigen en gaf bijbels aan Russische bezettingstroepen.
In 1993 bood Van der Bijl de eerste (complete) bijbel in het Albanees aan president Sali Berisha van Albanië aan. Dit gebeurde in het Internationaal Cultureel Centrum in Tirana, dat oorspronkelijk was gebouwd ter nagedachtenis aan de communistische president Enver Hoxha. Deze had in 1967 zijn land officieel tot atheïstische staat uitgeroepen. 
In 1967 werd de eerste editie van God's Smuggler uitgebracht, dat hij samen met John en Elizabeth Sherrill had geschreven. Gods Smokkelaar (vertaling) vertelt het verhaal van zijn kinderjaren, zijn bekering tot het christelijk geloof en zijn avonturen als bijbelsmokkelaar achter het IJzeren Gordijn. Alleen al in de Engelse taal zijn er ruim tien miljoen exemplaren van dit boek over de toonbank gegaan. De royalty's waren voor Open Doors een belangrijke bron van inkomsten. In dit boek heet hij Brother Andrew en zijn achternaam werd niet genoemd. Later bleek echter dat de KGB allang op de hoogte was van zijn activiteiten. De meeste boeken van Van der Bijl verschijnen eerst in het Engels. God's smuggler werd in veel talen vertaald, maar niet in het Nederlands, om niet te veel aandacht te trekken. Pas na zijn overlijden in 2022 is het boek Gods Smokkelaar in het Nederlands gepubliceerd en in eigen beheer uitgegeven.

## Afrika
In 1976 kwamen enkele Afrikaanse landen onder atheïstisch bewind. Van der Bijl schreef een boek over de geestelijke strijd op dit continent en riep in congressen plaatselijke geestelijke leiders op om hun gemeenschappen te versterken.

## Midden-Oosten
Nadat het communisme in Europa was gevallen, verschoof zijn focus naar het Midden-Oosten en begon Van der Bijl zich te richten op het waar mogelijk versterken van de kerk in de islamitische wereld. In de jaren zeventig ging hij verscheidene malen naar Libanon, "omdat het wereldconflict zich in de eindtijd zal toespitsen op Israël en de landen daaromheen".
In de jaren negentig bezocht hij de regio wederom meerdere keren. In het boek Een leger van licht beschreef hij de toestand van Arabische kerken in Libanon, Israël en de Palestijnse gebieden. Ook bezocht hij een groep Palestijnen die door de regering van Israël waren verbannen naar een afgelegen berggebied op verdenking van terroristische activiteiten. Verder wordt er een beschrijving gegeven van een project genaamd Musalaha (een Arabisch woord dat verzoening betekent), waarin pogingen worden ondernomen (christelijke) Israëliërs en Palestijnen dichter bij elkaar te brengen.

## Boeken
Enkele boeken van Anne van der Bijl:
- De ethiek van het smokkelen, 1976, uitgeverij Gideon - Hoornaar, ISBN 9060672933
- En God bedacht zich, samen met Susan DeVore Williams, 1991, uitgeverij Gideon - Hoornaar, ISBN 9060675819
- De roeping, samen met Verne Becker, 1996, uitgeverij Gideon - Hoornaar, ISBN 9060677234
- Een leger van licht: Hoop op vrede in het Midden-Oosten, samen met Al Janssen, 2004, uitgeverij Ark Boeken - Amsterdam, ISBN 9033818205
- Geheime gelovigen: Wat er gebeurt als moslims Jezus volgen, samen met Al Janssen, 2008, uitgeverij Ark Boeken - Amsterdam, ISBN 978-9033818677